# Charles Curtis
Charles Curtis (25. januar 1860 – 8. februar 1936) var en amerikansk politiker, der var medlem af Repræsentanternes Hus for Republikanerne og USA's 31. vicepræsident.
Curtis mor var trekvart indianer, og han tilbragte dele af sin opvækst i et indianerreservat. Han var den første person uden ren europæisk afstamning, der opnåede det næsthøjeste embede i amerikansk politik. 
Han blev født i Kansas hovedstad Topeka, og som de fleste tidligere vicepræsidenter var han uddannet advokat. Han praktiserede som sagfører og offentlig anklager, før han i 1893 blev indvalgt i Repræsentanternes hus. Her sad han indtil 1907, da han blev udpeget til en plads i USA's senat, efter en senator havde trukket sig tilbage. Han var senator fra 1907 til 1929, med undtagelse af årene 1913–1915. I 1929 udtrådte han af Senatet for at indtage vicepræsidentembedet under præsident Herbert Hoover.
Efter tiden i Det hvide hus genoptog han i 1933 sin advokatpraksis, denne gang i Washington, D.C., hvor han døde af en blodprop i 1936.